# Dukas
Dukas (grško starogrško Δούκας, Dúkas, ženski spol starogrško Δούκαινα, Dukaina,  mn. starogrško Δοῦκαι, Dukai iz latinskega dux, vodja, general) je priimek bizantinske grške plemiške rodbine, iz katere je v obdobju od 9. do 11. stoletja prišlo več pomembnih generalov in vladarjev Bizantinskega cesarstva. Pripadniki ženske nasledstvene linije Dukasov, Komnenodukai, so v 13. stoletju ustanovili Epirski despotat, druga veja pa je vladala v Tesaliji. V 12. stoletju se je priimek Dukas v več različicah razširili po celem bizantinskem svetu in včasih kazal na neposredno rodoslovno povezavo s primarno družino ali eno od njenih vej iz Epirskega despotata. 
Kontinuiteta različnih vej Dukasov ni jasna. Zgodovinarji v primarnih virih na splošno prepoznavajo več različnih skupin Dukasov. Dimitrij I. Polemis, ki je sestavil samo pregled nosilcev imena Dukas, na podlagi zelo pomanjkljivih rodoslovnih podatkov ugotavlja, "da bi bilo napačno trditi, da so vse skupine s priimkom Dukas del ene same velike družine".

## Zgodovina

### Izvor
O izvoru družine ni nobenega zanesljivega podatka. Kasnejše izročilo, ki ga omenja zgodovinar Nikifor Brienij, pravi, da so bili Dukasi potomci sorodnika rimskega cesarja Konstantina I., ki so se priselili v Konstantinopel v 4. stoletju in postali mestni guvernerji z naslovom dux. Trditev je očitna izmišljotina dvornih letopiscev, ki naj bi poveličevala družino v času, ko so njeni člani vladali kot bizantinski cesarji.
Priimek Dukas izhaja najverjetneje iz relativno pogostega častniškega čina dux. Nekaj avtorjev trdi, da so bili morda armenskega porekla, čeprav so bili skoraj zanesljivo Grki, verjetno iz Paflagonije v severni osrednji Anatoliji, kjer so bile njihove posesti.

### Dukasi v zgodnjem 10. stoletju
Prvi predstavnik družine se je v pisnih virih pojavil sredi 9. stoletja med vladanjem cesarice Teodore II. (vladala 842–855). Omenjen je samo kot "sin duksa", ki je bil prisilno poslan v pravoslavni pavličanski samostan. 
Prva veja družine je zaslovela v zgodnjem 10. stoletju. V primarnih virih so se  običajno  omenjali s priimkom Doux in ne Dukas. Prva dokumentirana  člana družine sta bila Andronik Dukas in njegov sin Konstantin Dukas. Oba sta bila generala med vladanjem cesarja Leona VI. Modrega (vladal 886–912). Okoli leta 904 je Andronik sodeloval v neuspešnem uporu in bil prisiljen na beg v Bagdad, kjer je bil okoli leta 910 ubit. Konstantinu je uspelo pobegniti. Postal je domestik šol in bil zaradi sodelovanja v neuspelem državnem udaru junija 913 skupaj s sinom Gregorjem in nečakom Mihaelom usmrčen. Usmrtitve, kastracija Konstantinovega mlajšega sina Štefana in smrt Nikolaja Dukasa (njegovo sorodstvo z drugimi Dukasi ni znano) v bitki pri Katasirtaju leta 917 so pomenile konec prve skupine v bizantinskih virih omenjenih Dukasov. Iz zapisov zgodovinarja Zonare (12. stoletje) je razvidno, da je moška linija Dukasov izumrla in da so kasnejši Dukasi njihovi potomci po ženski liniji.

### Lidoji-Dukaji pod Bazilijem II.
Proti koncu 10. stoletja se je pojavila druga družina Dukas, včasih imenovana Lidoji - Lidijci, kar verjetno kaže na njihov izvor. Omenjeni so Andronik Duks Lidos in njegova sinova Krištof in Bard, kasneje zbadljivo imenovan Mongos (Hripavi). Za priimek Duks ob Andronikovem imenu ni jasno, ali gre za priimek ali vojaški čin. Nekateri zgodovinarji menijo, da so pripadali klanu Dukas, vendar je njihovo povezavo s prejšnjimi Dukasi nemogoče ugotoviti, če je sploh bila.  Družina je sodelovala v neuspelem uporu Barda Sklera leta 976-979 proti cesarju Baziliju II. (vladal 976–1025). Nekaterim članom družine  je bilo prizaneseno in so lahko nadaljevali svoje kariere. Bard Hripavi je dokazan do leta 1017, ko je vodil pohod proti Hazarom.

### Cesarska dinastija Dukas
Tretja družina Dukas, ki se je pojavila v 11. stoletju, je bila bolj številčna in prepoznavna. Dala je več generalov in guvernerjev in ustanovila dinastijo, ki je v Bizantinskem cesarstvu vladala od leta 1059 do 1081.  Zdi se, da so ti Dukasi prišli iz Paflagonije, da so bili izjemno premožni in posedovali velike posesti v Anatoliji. Njihova povezava z Dukasi iz 9. in 11. stoletja ni jasna. Tedanja pisca Mihael Psel in Nikolaj Kalikel sorodstvo potrjujeta, Zonara pa trdi, da je vprašljivo.
Najslavnejši člani te družine so bili ustanovitelj dinastije Konstantin X. Dukas (vladal 1059–1067), njegov brat Ivan Dukas, katepan in kasneje cezar, Konstantinov sin Mihael VII. Dukas (vladal 1071–1078),  Mihaelova mlajša brata Konstancij in Andronik Dukas, Mihaelov sin in socesar Konstantin Dukas in Ivanov sin, general Andronik Dukas.
V tem obdobju je družina sklepala zakonske zveze z drugimi aristokratskimi rodbinami. Konstantin X. se je že pred prihodom na prestol priženil v bogato družino Dalasenov, za drugo ženo pa je vzel Evdokijo Makrembolitiso, nečakinjo patriarha Mihaela Kerularija. Vzajemno so se povezovali tudi z anatolskimi vojaškimi aristokratskimi klani, vključno s Paleologi in Pegonitaji. Najpomembnejše so bile vsekakor zveze s Komneni. Leta 1077 se je Aleksej Komnen, takrat še general, poročil z Ireno Dukaino, pranečakinjo Konstantina X. Od takrat je družina pogosto uporabljala priimek Komnendukas.  Poroka z Ireno je bila ključna za Aleksejev vzpon na prestol. S poroko je dosegel višji družbeni položaj od starejšega brata Izaka, finančna in politična podpora Dukasov pa je pripomogla, da je v mirnem državnem udaru prišel na bizantinski prestol prav on.

### Pod Komneni
Povezava Dukasov s Komneni jim je pripomogla, da so se tudi v komnenskem obdobju  obdržali na samem vrhu bizantinske aristokracije in zasedali najvišje položaje v bizantinski državi. Med vladanjem Alekseja I. Komnena je bil Konstantin Dukas kot mož Ane Komnene zakoniti dedič bizantinske krone, vendar je ob rojstvu bodočega cesarja Ivana II. Komnena položaj  izgubil. Brata Irene Dukaine, protostrator Mihael Dukas in megas dux Ivan Dukas, sta bile v poznem 11. stoletju  med najuglednejšimi vojaškimi poveljniki v cesarstvu.
V 12. stoletju je bil prestiž imena Dukas tako velik, da so ga za svoj drugi priimek pogosto jemali člani drugih družin. Ker so bili nosilci priimka pogosto sorodstveno zelo oddaljeni od primarne družine, je nemogoče natančno ugotoviti njihovo sorodstvo z dinastijo Dukas iz 11. stoletja. Krvna linija Konstantina X. je izumrla verjetno pred letom 1100. Zadnji člani družine njegovega brata, cezarja Ivana, so živeli še v prvi polovici 12. stoletja. Nosilci priimka Dukas so bili najverjetneje iz družin, v katere so se poročale Dukaine, in so želeli z nevestinim priimkom  povečati svoj ugled.

### Kasnejše veje
S sklepanjem zakonov z drugimi plemiškimi družinami in privzemanjem priimka v družinah, ki niso imele nobene zveze z Dukasi, se je priimek Dukas ohranil do konca Bizantinskega cesarstva. Iz tega obdobja so najbolj znani Komnenodukai iz Epirskega despotata v severozahodni Grčiji, ki ga je ustanovil Mihael I. Komnen Dukas, in drugi potomci Ivana Dukasa, vnuka Alekseja I. Komnena in Irene Dukaine. Od njih so priimek Dukas privzeli grški in kasneje srbski vladarji Epirja in Tesalije do 15. stoletja. Med drugimi so priimek uporabljali nikejski cesar Ivan III. Dukas Vatac (vladal 1221–1254) in njegovi sorodniki, poznobizantinski zgodovinar Dukas in megas papias Dimitrij Dukas Kabasil sredi 14. stoletja.
Priimek se je kasneje razširil tudi v Albanijo, Moldavijo, Vlaško in drugam.